# Pahokee
Pahokee ist eine Stadt im Palm Beach County im US-Bundesstaat Florida.
Das U.S. Census Bureau hat bei der Volkszählung 2020 eine Einwohnerzahl von 5524 ermittelt.

## Geographie
Die Stadt liegt am Südostufer das Okeechobeesees, etwa 70 Kilometer westlich von West Palm Beach.

## Demographische Daten
Laut der Volkszählung 2010 verteilten sich die damaligen 5649 Einwohner auf 2002 Haushalte. Die Bevölkerungsdichte lag bei 403,5 Einw./km². 28,9 % der Bevölkerung bezeichneten sich als Weiße, 56,1 % als Afroamerikaner, 0,3 % als Indianer und 0,3 % als Asian Americans. 11,5 % gaben die Angehörigkeit zu einer anderen Ethnie und 2,9 % zu mehreren Ethnien an. 33,8 % der Bevölkerung bestand aus Hispanics oder Latinos.
Im Jahr 2010 lebten in 46,1 % aller Haushalte Kinder unter 18 Jahren sowie 27,6 % aller Haushalte Personen mit mindestens 65 Jahren. 73,5 % der Haushalte waren Familienhaushalte (bestehend aus verheirateten Paaren mit oder ohne Nachkommen bzw. einem Elternteil mit Nachkomme). Die durchschnittliche Größe eines Haushalts lag bei 3,21 Personen und die durchschnittliche Familiengröße bei 3,77 Personen.
32,9 % der Bevölkerung waren jünger als 20 Jahre, 24,5 % waren 20 bis 39 Jahre alt, 26,1 % waren 40 bis 59 Jahre alt und 16,5 % waren mindestens 60 Jahre alt. Das mittlere Alter betrug 33 Jahre. 51,1 % der Bevölkerung waren männlich und 48,9 % weiblich.
Das durchschnittliche Jahreseinkommen lag bei 34.159 $, dabei lebten 33,4 % der Bevölkerung unter der Armutsgrenze.
Im Jahr 2000 war Englisch die Muttersprache von 72,78 % der Bevölkerung, spanisch sprachen 26,65 % und 0,57 % hatten eine andere Muttersprache.

## Sehenswürdigkeiten
Am 15. November 1996 wurde die Pahokee High School in das National Register of Historic Places eingetragen.

## Verkehr
Durch das Stadtgebiet führen die U.S. Highways 98 und 441 sowie die Florida State Road 15.
Der nächstgelegene Flughafen ist der Palm Beach County Glades Airport direkt südlich der Stadt. Der nächstgelegene internationale Flughafen ist der Flughafen Palm Beach bei West Palm Beach, etwa 65 Kilometer entfernt.

## Kriminalität
Die Kriminalitätsrate lag im Jahr 2010 mit 367 Punkten (US-Durchschnitt: 266 Punkte) im durchschnittlichen Bereich. Es gab zwei Vergewaltigungen, 13 Raubüberfälle, 52 Körperverletzungen, 54 Einbrüche, 95 Diebstähle, sechs Autodiebstähle und zwei Brandstiftungen.

## Söhne der Stadt
- Fred Taylor (* 1976), American-Football-Spieler
- Janoris Jenkins (* 1988), American-Football-Spieler